# Antonín Kupka
Antonín Kupka (22. července 1939, Příluky u Zlína – 31. května 2017 Kroměříž) byl římskokatolický kněz, soudce Interdiecézního soudu v Olomouci, exercitátor a papežský kaplan.

## Život
Už jako dítě ministroval v kostele sv. Filipa a Jakuba ve Zlíně, kde později také vystudoval gymnázium. Po maturitě mu nebylo umožněno studium na vysoké škole, protože jeho otec odmítl vstoupit do JZD. Pracoval tedy rok jako dělník ve zlínské továrně Svit a poté začal studovat Cyrilometodějskou bohosloveckou fakultu v Litoměřicích, kde 23. června 1963 přijal kněžské svěcení. Krátce byl farním vikářem v Ivanovicích na Hané, pak ale musel nastoupit dvouletou základní vojenskou službu, kterou strávil v Kadani. Následně působil opět jako farní vikář, a to v letech 1965 až 1968 v Ludgeřovicích a poté v Krnově. V roce 1970 se stal administrátorem farnosti v Malé Morávce, roku 1976 byl přeložen do Kobeřic, roku 1981 do Mohelnice, roku 1983 do Skorošic a roku 1985 do Ostrožské Nové Vsi. Na podzim 1989 byl jmenován soudcem Interdiecézního soudu v Olomouci, jímž byl do své smrti.
Po sametové revoluci se podílel na vytvoření nových osnov pro vyučování náboženství na základních školách. V letech 1990 až 1992 působil jako farář v Kyjově a děkan kyjovského děkanátu a poté byl přeložen do Luhačovic. Během svého luhačovického působení se zasloužil o výstavbu kostela svaté Rodiny a čtyř kaplí v okolních vesnicích, v nichž se pravidelně slouží mše. Roku 1998 byl opět přeložen, a to do Otrokovic, avšak v roce 1999 dostal infarkt a musel se léčit. Po rekonvalescenci se stal na rok farním vikářem v olomoucké farnosti u kostela sv. Michaela archanděla, následně od roku 2000 působil jako farář v Soběchlebech a od roku 2007 jako farní vikář ve Zlíně a děkan zlínského děkanátu. Dne 8. května 2010 jej papež Benedikt XVI. jmenoval kaplanem Jeho Svatosti. V letech 2010 až 2013 byl Antonín Kupka farářem v Hradčovicích a poté až do roku 2014, kdy odešel na odpočinek, výpomocným duchovním v kroměřížské farnosti Panny Marie.
Zemřel 31. května 2017.